# I Can See for Miles
I Can See for Miles é uma canção escrita por Pete Townshend e gravada pela banda The Who para seu álbum "The Who Sell Out" de 1967. Foi a única canção do álbum a ser lançada também como compacto. É a canção de maior sucesso da banda nos Estados Unidos, e a única a ter alcançado o Top 10 do Billboard Hot 100.